# Daniel Royer
Pour l’article homonyme, voir Daniel Royer, athlète français.
Daniel Royer est un footballeur international autrichien, né le 20 mars 1990 à Schladming. Il joue comme milieu offensif.

## Palmarès
- SV Ried
  - Vainqueur de la Coupe d'Autriche : 2011.